# Cyclemys fusca
Cyclemys fusca là một loài rùa trong họ Emydidae. Loài này được Fritz, Guicking, Auer, Sommer, Wink & Hundsdörfer mô tả khoa học đầu tiên năm 2009.